# Zionskirche (Düsseldorf)

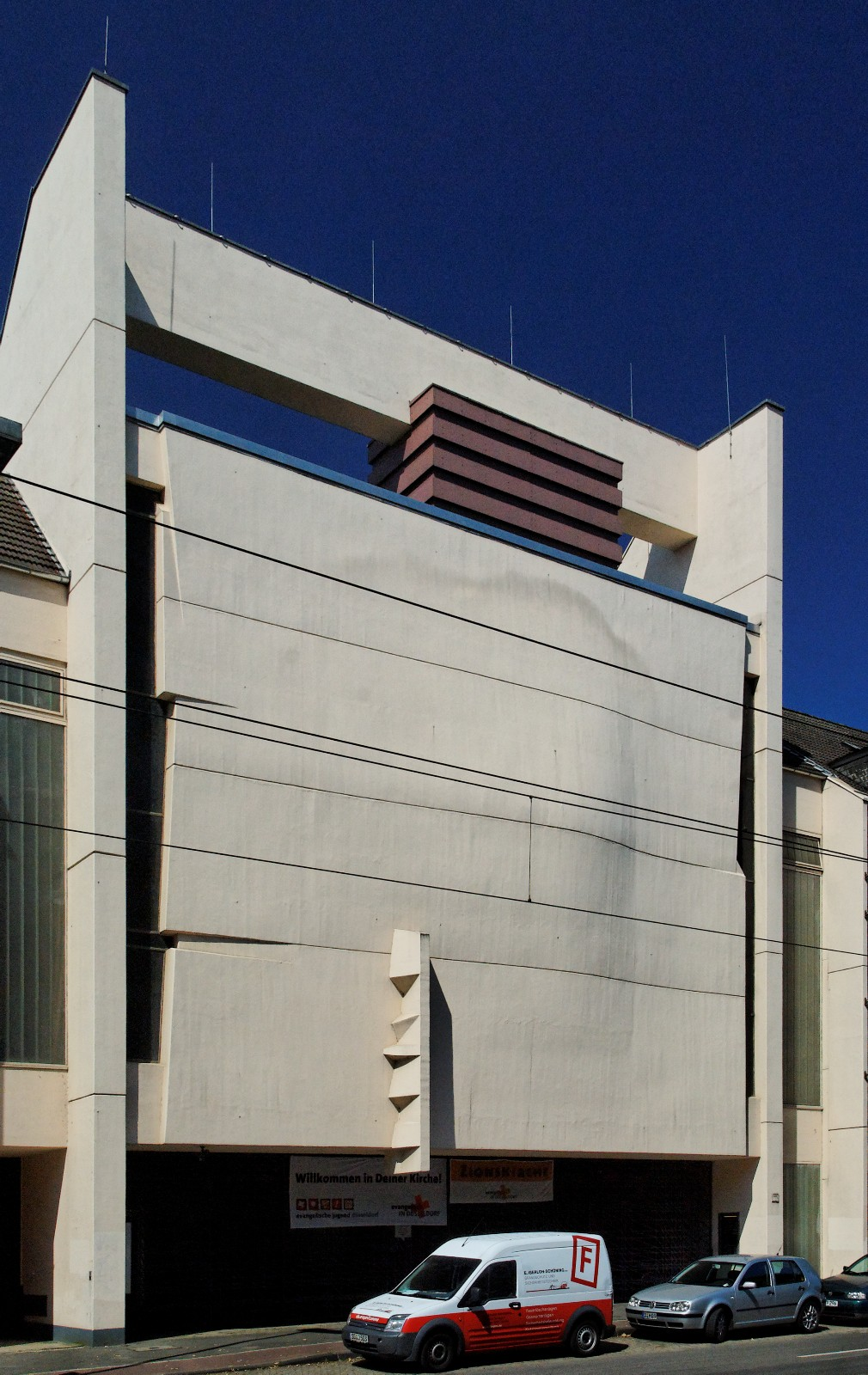
Zionskirche von Osten

Die evangelische Zionskirche an der Ulmenstraße 90–92 in Düsseldorf-Derendorf wurde 1969 nach den Plänen des Architekten Lothar Kallmeyer für die evangelische Zionsgemeinde Düsseldorf erbaut. Sie ist ein Beispiel dafür, wie Beton nicht nur als Baumaterial, sondern auch zur Erzeugung eines architektonischen Ausdruckes verwendet wird (Brutalismus).

## Beschreibung
In der Erdgeschosszone befindet sich eine Eingangshalle, von der Treppen zur Kirche und zum Gemeindesaal führen. Ab dem ersten Obergeschoss erhebt sich eine „plastisch geformte Betonwand“. Die Betonwand an der Straßenseite schirmt den Kirchenraum vom Straßenlärm. Licht und Luft gelangen nur von der Hofseite in den Kirchenraum. Auch die Giebelseiten sind in massivem Beton ausgeführt, „deren Höhenentwicklung durch Zurücksetzen der symmetrischen Anschlußgelenke hinter die Bauflucht betont wird“. Zwischen den beiden Betongiebelseiten spannen frei die Boden- und Dachplatte des Kirchenraums sowie der Querbalken am First, der die Glocke trägt.
Die Kirche wird aktuell (2023) nicht mehr für Gottesdienste genutzt. Im Erdgeschoss werden mittwochs und donnerstags von der Diakonie Lebensmittel der Düsseldorfer Tafel abgegeben.

## Orgel
Die Orgel wurde 1969 von dem Orgelbauer Detlef Kleuker (Brackwede) erbaut. Das Schleifladen-Instrument hat 23 Register auf zwei Manualen und Pedal. Die Spieltrakturen sind mechanisch, die Registertrakturen sind elektrisch.
| I Hauptwerk C–g3 |           |       |
| 1.               | Principal | 8′    |
| 2.               | Rohrflöte | 8′    |
| 3.               | Octave    | 4′    |
| 4.               | Gemshorn  | 4′    |
| 5.               | Nasat     | 2 ⁄3′ |
| 6.               | Waldflöte | 2′    |
| 7.               | Mixtur V  | 2′    |
| 8.               | Trompete  | 8′    |

| II Schwellwerk C–g3 |                 |       |
| 9.                  | Gedackt         | 8′    |
| 10.                 | Koppelflöte     | 4′    |
| 11.                 | Principal       | 2′    |
| 12.                 | Sesquialtera II |       |
| 13.                 | Quite           | 1 ⁄3′ |
| 14.                 | Scharff IV      | 1′    |
| 15.                 | Dulzian         | 16′   |
| 16.                 | Hautbois        | 8′    |
|                     | Tremolo         |       |

| Pedal C–f1 |                 |     |
| 17.        | Subbass         | 16′ |
| 18.        | Principal       | 8′  |
| 19.        | Gedackt         | 8′  |
| 20.        | Choralbass      | 4′  |
| 21.        | Rauschpfeife IV |     |
| 22.        | Fagott          | 16′ |
| 23.        | Trompete        | 8′  |

- Koppeln: II/I, I/P, II/P